# Трифосфид родия
Трифосфид родия — бинарное неорганическое соединение
родия и фосфора
с формулой RhP3,
кристаллы.

## Получение
- Сплавление стехиометрических количеств чистых веществ:

{\displaystyle {\mathsf {Rh+3P\ {\xrightarrow {1000^{o}C}}\ RhP_{3}}}}

## Физические свойства
Трифосфид родия образует кристаллы
кубической сингонии,
пространственная группа I m3,
параметры ячейки a = 0,79951 нм, Z = 8,
структура типа триарсенид кобальта CoAs3
.
Соединение плавится при температуре >1000°С и имеет небольшую область гомогенности,
давление пара при температуре 1000°С составляет 10 кПа
.